# Trox terrestris
Trox terrestris là một loài bọ cánh cứng trong họ Trogidae.

## Hình ảnh

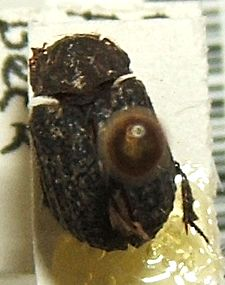